# Eremochelis bechteli
Eremochelis bechteli är en spindeldjursart som beskrevs av Muma 1989. Eremochelis bechteli ingår i släktet Eremochelis och familjen Eremobatidae. Inga underarter finns listade i Catalogue of Life.